# Critique de la philosophie
Les critiques de la philosophie sont l'ensemble des jugements négatifs portés sur la philosophie en tant que discipline intellectuelle et académique, mais aussi en tant qu'activité sociale. La philosophie est critiquée dès son émergence, et Socrate, l'un des fondateurs de la philosophie occidentale, est condamné à mort au motif d'avoir corrompu la jeunesse en la faisant philosopher.
Les critiques de la philosophie sont multiples et diffèrent par leurs moyens et leurs buts. Aussi, la philosophie étant une discipline créative, la production philosophique implique une reformulation, une réappropriation des concepts formés par les philosophes antérieurs. Ainsi, la philosophie comprend une activité de critique de la tradition philosophique.

## Philosophie comme discipline universitaire

### Inadéquation de l'enseignement de la philosophie en général
La philosophie a parfois été critiquée dans sa dimension institutionnelle et universitaire, ainsi que dans son enseignement. Ces critiques datent pour les plus anciennes de la fin du XVIIIe siècle, lorsque la philosophie devient universitaire. Arthur Schopenhauer publie notamment La philosophie universitaire. Dans le Crépuscule des idoles, Friedrich Nietzsche se moque « d'une promotion de doctorat » à qui on apprend « la philosophie qui donne la formule supérieure pour [devenir] fonctionnaire de l'État », à savoir celle d'Emmanuel Kant.

### Inadéquation de l'enseignement de la philosophie comme contenu
Emmanuel Kant se montre lui-même critique envers l'enseignement de la philosophie lorsque cet enseignement se fonde sur une histoire de la philosophie. Il soutient dans la Critique de la raison pure que la philosophie est un savoir rationnel, et qu'il est par conséquent impropre d'apprendre historiquement (par son histoire), et non rationnellement, un contenu rationnel. Par conséquent, on ne peut pas apprendre la philosophie, mais « on peut apprendre tout au plus à philosopher ».

## Philosophie et dogmatisme
Dans Par-delà bien et mal, Friedrich Nietzsche écrit : « Peut-être le temps est-il très proche où l'on s'avisera que la pierre angulaire des édifices sublimes et inconditionnels que les philosophes dogmatiques se sont plu à élever n'était au fond que superstition populaire venue d'un temps immémorial, (…) quelconque jeu de mots peut-être, suggestion aberrante de la grammaire, ou encore généralisation téméraire de quelques faits limités, très personnels, d'un caractère très humain, trop humain ».
Quelques citations de Céline, extraits du Voyage au bout de la nuit, qui témoignent de sa méfiance à l'égard de la philosophie : « Les philosophes, ce sont eux, notez-le encore pendant que nous y sommes, qui ont commencé par raconter des histoires au bon peuple… Lui qui ne connaissait que le catéchisme! Ils se sont mis, proclamèrent-ils, à l'éduquer… ».

## Accessibilité de la philosophie

### Le jargon philosophique
L'utilisation de jargon par les philosophes a parfois été critiquée comme complexifiant inutilement le discours philosophique. Dans De l'art de raconter n'importe quoi en philosophie, Paul Amselek consacre un chapitre à ce qu'il appelle l'« enfumage », à savoir l'utilisation de méthodes permettant de « de faire diversion et de brouiller l[a] vue par un rideau de fumée discursif, soit en s'exprimant de manière hermétique, totalement opaque, obscure, notamment au travers d'un jargon compliqué et abscons […] soit en recourant à du flou, de l'incertain, de l'équivoque ». Il se montre à ce titre particulièrement critique envers les écrits de Jacques Derrida.

## Attaques contre la philosophie

### La philosophie attaquée par le pouvoir
La philosophie et les philosophes ont souvent fait l'objet à travers l'histoire de persécutions, d'attaques ou de tentatives d'intimidation. Dans la Rome antique, Néron s'oppose à des philosophes stoïques et les bannit de Rome ; l'empereur Vespasien bannit à nouveau les philosophes en 71 après Jésus Christ. Des philosophes sont aussi persécutés en 89 par Domitien.
Sous le régime de Vichy, la réforme de Jérôme Carcopino modifie le contenu des programmes de philosophie en Terminale afin de « moraliser » l'enseignement. Dans les textes officiels, l'indication selon laquelle l'enseignant est libre d'organiser son enseignement comme il l'entend (présente constamment depuis 1880) disparaît. Les « Instructions relatives à l'enseignement secondaire » publiées en 1943 considèrent que l'enseignement de philosophie doit contribuer à l'idéologie de la révolution nationale. Le programme est modifié afin que la séquence sur la philosophie morale développe plus les rubriques travail, famille, et patrie, conformément à la devise du régime, travail famille patrie. La question des droits humains disparaît du programme. La notion de « devoirs envers l'homme sans considération de race » est réduite à « devoirs envers l'homme ».

### La philosophie attaquée par d'autres disciplines
La philosophie est une discipline transversale car elle ne s'interdit jamais de s'intéresser aux objets des autres disciplines. La philosophie se présente parfois comme une protoscience, un terreau sur lequel la science peut se développer, ce qui ne fait pas consensus. Jean-Louis Poirier soutenait ainsi dans une tribune publiée à l'époque de la loi Haby que chaque science doit se fonder elle-même, sans que la philosophie n'ait à y prétendre.

### Fin de la philosophie
Jean-François Revel, en philosophie, l'essentiel de sa contribution tient dans un essai qui connut un très grand succès en France en 1957, Pourquoi des philosophes. Il y explique comment la philosophie a épuisé son rôle historique qui était de donner naissance à la science. Depuis Kant, la biologie, la physique et plus tard la psychologie se sont détachées de la philosophie qui est devenue un genre littéraire.

## Critiques des branches de la philosophie

### Critiques de la philosophie politique
Hannah Arendt critique la philosophie politique tout au long de son œuvre. Dans une lettre à Karl Jaspers en 1951, elle écrit que « la philosophie occidentale n'a jamais eu de conception du politique et ne pouvait pas en avoir ». Les philosophes auraient, en désertant la théorie politique et en refusant de penser aux préoccupations quotidiennes des citoyens, été en partie responsable de l'avènement de régimes totalitaires.

### Critiques de la scolastique
Bertrand Russell se montre très critique envers la scolastique et la philosophie médiévale européenne dans son Histoire de la philosophie occidentale, soutenant que les arguments invoqués par les philosophes reposaient d'ordinaire sur Dieu, dont l'existence ne saurait être prouvée.

## Inutilité de la philosophie

### Incapacité de la philosophie à trouver une réponse unique
Les critiques sur le caractère inutile de la philosophie sont anciennes. Dans le Tiers Livre de Rabelais, Panurge se montre critique envers les avis contradictoires et l'irrésolution du philosophe Trouillogan ; il lui assène alors : « Or çà, de par Dieu, j'aimerais […] autant entreprendre tirer un pet d'un âne mort que de vous une résolution ».
Si peu de philosophes ont considéré la philosophie comme inutile, certains ont soutenu qu'elle ne peut par essence qu'aboutir à des résultats peu assurés. Ainsi, dans un entretien à L'Humanité par en 2004, Jacques Bouveresse s'interroge sur son choix de se mêler de philosophie : « Quand je me demande si j’ai eu raison ou non de persévérer finalement dans la voie philosophique, ma réaction est mitigée. Il m’arrive, encore aujourd’hui, de regretter de temps à autre de n’avoir pas choisi plutôt, au moment où c’était encore possible, les sciences, et plus précisément les mathématiques. Ce que je veux dire par là est que je continue à trouver terriblement frustrant et parfois désespérant l’univers de la philosophie. Je me dis parfois qu’il serait décidément plus agréable de pratiquer une discipline où l’on peut parvenir, au moins de temps à autre, à des résultats qui, du point de vue humain, sont peut-être d’un intérêt un peu limité, mais ont au moins l’avantage d’être à peu près assurés ».

### Incapacité des philosophes à agir
Si Karl Marx commence son parcours intellectuel comme philosophe, il entreprend dans L'Idéologie allemande le projet d'une « sortie de la philosophie » et devient par la suite un penseur des sciences sociales, faisant de l'économie comme de la sociologie. C'est à ce titre que Marx se montre particulièrement critique envers les philosophies qui l'ont précédé, considérant dans les Thèses sur Feuerbach que « les philosophes n'ont fait qu'interpréter diversement le monde, ce qui importe, c'est de le transformer ». Ce ne sera qu'à ce prix, pour les marxistes, que la philosophie devient utile pour la société.

## Exemples de la critique de la philosophie au cinéma
- Dans le film Fahrenheit 451 (1966), de François Truffaut, on y entend une critique assez commune à l'encontre des livres et des idées philosophiques. À la minute 00:57:12, le capitaine dit : « Les livres n'ont rien à dire ! (…) ceux qui lisent deviennent malheureux et se mettent à rêver des vies impossibles. (…) On va se débarrasser de toute cette philosophie. C'est encore pire que les romans. Penseurs ! philosophes ! ils ont toujours raison. Et les autres sont des imbéciles ! Hier, champion du déterminisme… Et aujourd'hui ne jurant que par le libre arbitre. Simple question de mode, comme… la longueur des jupes ».
- Dans Ridicule, un film français de Patrice Leconte sorti en 1996, une scène illustre la critique de Nietzsche selon laquelle, les philosophes ne sont que des « prêtres masqués » (Ecce homo (Nietzsche)). L'Abbé de Vilecourt, un prêtre libertin, tient un double langage, fait d'outrances théologiques et d'irrévérence toute philosophique. Croyant finir sur un bon mot en prétendant prouver de la même façon qu'il le fit avec l'existence de Dieu, son contraire, le roi Louis XVI venu l'écouter au salon se cabre contre son impiété. On entend parmi les courtisans la réprobation outrée au son de « philosophe ! », « fanfaron ! ».